# Франклін (округ Джексон, Вісконсин)
Франклін (англ. Franklin) — місто (англ. town) в США, в окрузі Джексон штату Вісконсин. Населення — 448 осіб (2010).

## Демографія
Згідно з переписом 2010 року, у місті мешкало 448 осіб у 169 домогосподарствах у складі 118 родин. Було 222 помешкання
Расовий склад населення:
| - 98,7 % — білих - 0,4 % — чорних або афроамериканців - 0,4 % — азіатів |

До двох чи більше рас належало 0,4 %. Частка іспаномовних становила 0,4 % від усіх жителів.
За віковим діапазоном населення розподілялося таким чином: 26,8 % — особи молодші 18 років, 56,7 % — особи у віці 18—64 років, 16,5 % — особи у віці 65 років та старші. Медіана віку мешканця становила 43,2 року. На 100 осіб жіночої статі у місті припадало 114,4 чоловіків; на 100 жінок у віці від 18 років та старших — 115,8 чоловіків також старших 18 років.
Середній дохід на одне домашнє господарство становив 67 172 долари США (медіана — 47 344), а середній дохід на одну сім'ю — 75 825 доларів (медіана — 63 125). Медіана доходів становила 47 188 доларів для чоловіків та 34 375 доларів для жінок. За межею бідності перебувало 10,6 % осіб, у тому числі 11,8 % дітей у віці до 18 років та 18,9 % осіб у віці 65 років та старших.
Цивільне працевлаштоване населення становило 211 осіб. Основні галузі зайнятості: виробництво — 25,6 %, освіта, охорона здоров'я та соціальна допомога — 19,0 %, роздрібна торгівля — 10,4 %, будівництво — 10,4 %.